# 伊藤奈希砂
伊藤 奈希砂（いとう なぎさ、1967年4月-　）は、日本のブラジル文学者、ポルトガル語学者。
大阪府生まれ。ブラジル国立フルミネンセ大学留学後、京都外国語大学大学院修了。ブラジル民族文化研究センター副主幹、翻訳家。専攻：ブラジル文学および主として社会学・歴史学・民俗学を基盤としたブラジル地域研究（ブラジル学）。

## 著書
- 『ブラジル・ポルトガル語を学ぼう 改訂版』国際語学社 2013

### 共著
- 『教育現場のポルトガル語 日本語対照マニュアル集』田所清克共著 泰流社 1992
- 『メモ式ブラジル・ポルトガル語早わかり』田所清克共著 三修社 1994
- 『ゼロから始めるブラジル・ポルトガル語 文法中心』田所清克共著 三修社 2000
- 『ブラジル文学事典』田所清克共編著 彩流社 2000
- 『現代ポルトガル文法』田所清克共著 白水社 2004
- 『らくらくブラジル・ポルトガル語文法+演習問題』田所清克共著 国際語学社 2005
- 『図と表で整理するブラジル・ポルトガル語文法』田所清克共著 国際語学社 2006
- 『ネイティブもうなるブラジル・ポルトガル語会話の本 これ一冊で「話せる」「伝わる」フレーズブック』田所清克共著 国際語学社 2007
- 『ブラジルポルトガル語手紙の書き方 手紙・FAX・Eメール』田所清克共著 国際語学社 2007
- 『社会の鏡としてのブラジル文学 文学史から見たこの国のかたち』田所清克共著 国際語学社 2008
- 『あなただけのブラジル・ポルトガル語家庭教師』田所清克共著 国際語学社 2009
- 『絵でひけるビジュアル事典 世界のことば. 日本語→ブラジル・ポルトガル語』田所清克,ペドロ・アイレス共編 国際語学社 2009
- 『日本語-スペイン語-ポルトガル(ブラジル)語-英語4ケ国語辞典 旅行・学習に使える4カ国語対照辞典 日西葡英』田所清克,佐藤南共編 国際語学社 2009
- 『ブラジル人児童と先生のためのポルトガル語コミュニケーション』田所清克, ペドロ・アイレス共著 国際語学社 2009
- 『ブラジル人の就職に役立つ会話集』田所清克, ペドロ・アイレス共著 国際語学社 2009
- 『ブラジル・ポルトガル語日常会話 パーフェクトフレーズ』田所清克,佐藤南共著 国際語学社 2009
- 『頻出順ブラジル・ポルトガル語1500単語 例文で自然に身につく! 初級～中級レベル対応』田所清克,佐藤南,ガブリエル・アラウージョ共著 国際語学社 2010
- 『私のブラジル・ポルトガル語手帖 単語絵本とかんたんフレーズ』田所清克,ペドロ・アイレス,佐藤南共著 国際語学社 2010
- 『ブラジル文学序説 文学を通して見えてくるこの国のかたちと国民心理。 多様性に富んだ、郷土色豊かな文学の宝庫。』田所清克共著 国際語学社 2011
- 『ブラジル・ポルトガル語を学ぼう』田所清克, エステル・ミカ・本多共著 国際語学社 2011

### 翻訳
- エリコ・ヴェリッシモ『野の百合を見よ』地湧社 1996
- エリコ・ヴェリッシモ『遥かなる調べ』彩流社 2000
- マシャード・デ・アシス『ドン・カズムーロ』伊藤緑共訳 彩流社 2002
- 『エリコ・ヴェリッシモのおはなし玉手箱 三匹のまずしい子ブタ』国際語学社 2007
- 『エリコ・ヴェリッシモのおはなし玉手箱 おなかの中で音楽をかなでるクマ』たかはしなな絵 国際語学社 2008
- マシャード・デ・アシス『ブラス・クーバスの死後の回想』伊藤緑共訳 国際語学社 2008